# Valle de Bravo
Valle de Bravo è un comune dello Stato del Messico.